# یک مشت باران
یک مشت باران (به انگلیسی: A Hatful of Rain) فیلمی ۱۰۹ دقیقه‌ای به کارگردانی فرد زینمان و محصول کشور ایالات متحده آمریکا است.